# Raúl Peralta
Raúl Alejandro Peralta (Córdoba, 6 agosto 1969) è un ex calciatore argentino, di ruolo centrocampista.

## Carriera
Ha giocato nella prima divisione argentina ed in quella finlandese.

## Palmarès

### Club

#### Competizioni internazionali
- Copa de Oro: 1

Boca Juniors: 1993